# Iso-Kaihlajärvi
Iso-Kaihlajärvi eller Kaihlajärvi är en sjö i Finland. Den ligger i kommunen Kuusamo i landskapet Norra Österbotten, i den nordöstra delen av landet, 700 km norr om huvudstaden Helsingfors. Iso-Kaihlajärvi ligger 311 meter över havet. Arean är 42,3 hektar och strandlinjen är 3,68 kilometer lång. Sjön  ingår i Kems huvudavrinningsområde. 